# Salvá Ajd Násirová
Salvá Ajd Násirová, rozená Ebelechukwu Agbapuonwuová (arabsky سلوى عيد ناصر‎;(anglicky Salwa Eid Naser; * 23. května 1998 Onitsha) je původem nigerijská atletka–čtvrtkařka, která od roku 2014 reprezentuje Bahrajn. Je mistryní světa z roku 2019 a stříbrnou olympijskou medailistkou z roku 2024 na trati 400 metrů.

## Kariéra
S atletikou začala v 11 letech v rodném Onitsha v Nigérii ve státě Anambra. V roce 2013 si jí na školním mistrovství v Port Harcourtu všiml manažer bahrajnské reprezentace, Nigerijec John George Obeya, a dal jí příležitost startovat za Bahrajn. Bahrajnské občanství získala v roce 2014 v 16 letech. V začátcích své sportovní kariéry v Bahrajnu se připravovala pod vedením bulharského trenéra Janka Bratanova, pod jehož vedením se začala specializovat na trať 400 metrů. Později ji vedl Dominikánec José Ludwig Rubio. V roce 2017 ve finále mistrovství světa v Londýně na trati 400 metrů doběhla druhá v čase 50,06 s. V roce 2019 ve finále mistrovství světa v Dauhá na trati 400 m doběhla první v čase 48,14 s., který je třetím nejrychlejším časem všech dob a asijským kontinentálním rekordem.

## Osobní rekordy
- 100 metrů - 11,24 s. (Salamanca, 2019)
- 200 metrů - 22,51 s. (Palo Alto, 2019) NR
- 300 metrů - 37,92 s. (Riffa, 2018)
- 400 metrů - 48,14 s. (Dauhá, 2019) AR, NR